# Television i Grekland
Television i Grekland sköts till största delen av det statliga TV-företaget Ελληνική Ραδιοφωνία Τηλεόραση (Ellinikí Radiphonía Tileórassi) (ERT). TV-sändningar i Grekland inleddes 1966, då under statligt monpol. Färg-TV-sändningar inleddes i slutet av 1970-talet.